# FilmNet
FilmNet was een abonneetelevisiezender die tussen 1985 en 1997 in Nederland en België te ontvangen was. De zender zond voornamelijk films uit, gemiddeld 12 maanden voordat ze op de gewone televisiekanalen te zien waren. Om FilmNet te kijken moest men abonnee worden en maandelijks een bedrag betalen. In ruil hiervoor ontving de abonnee een decoder die in staat was om het signaal van FilmNet te ontvangen. FilmNet werd in 1997 overgenomen door het Franse Canal+.

## Geschiedenis
FilmNet was een abonneetelevisiezender die op 29 maart 1985 in Nederland begon met uitzenden. De zender werd opgericht door de Nederlandse filmmaker Rob Houwer en media-adviseur Peter Jelgersma in samenwerking met ATN (Abonnee Televisie Nederland) en het Zweedse Esselte Abonnee TV. De zender heette initieel FilmNet ATN, maar al gauw werd dit veranderd naar FilmNet.

### FilmNet Clubs

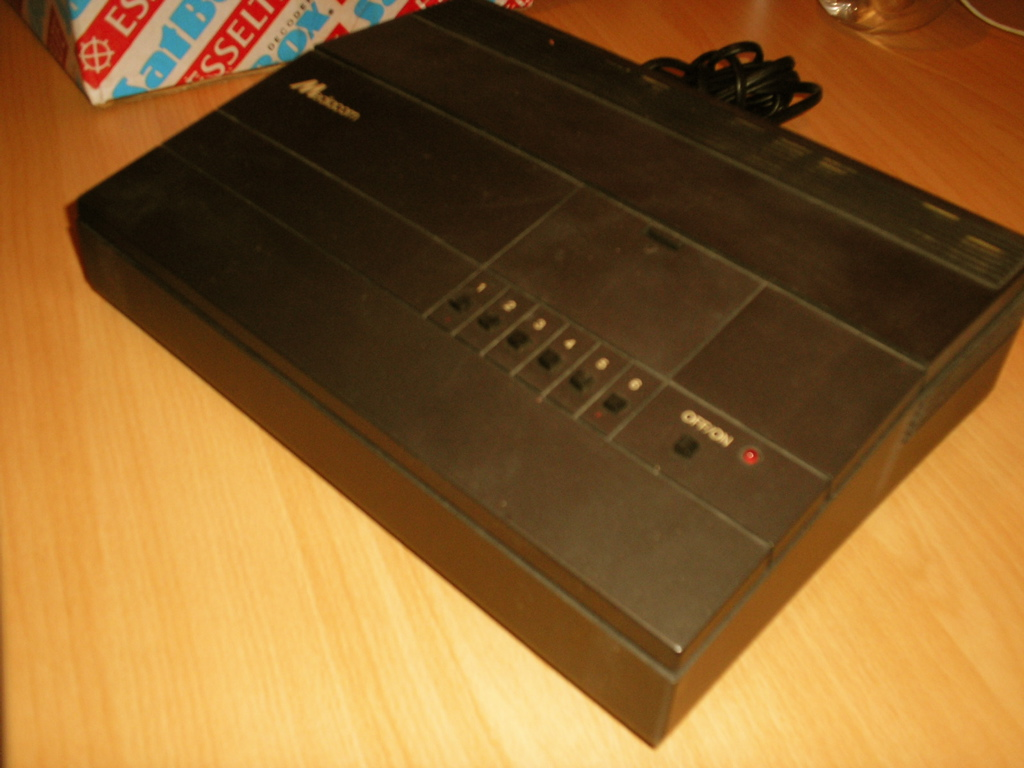
De "standaard" uitvoering van de FilmNet SatBox decoder

Het signaal van FilmNet werd via de satelliet over het Europese vasteland verspreid en vond zo zijn weg naar de kabelnetten in de Benelux en Scandinavië. In gemeenten waar FilmNet op de kabel beschikbaar was konden mensen een abonnement afsluiten op een combinatie van 3 verschillende zogenaamde clubs:
- Morning Club
- Royal Club
- Night Club

Iedere club zond 8 uur per dag uit en had min of meer een thema. De Morning Club zond uit tussen 07:00 en 15:00 uur en concentreerde zich op een aanbod van kinderfilms, familiefilms en klassiekers. De Royal Club, die tussen 15:00 en 23:00 uur uitzond, bood voornamelijk blockbusters, actie, avontuur en drama, terwijl de Night Club tussen 23:00 en 07:00 uur de plek was voor o.a. horror en erotische films. Verschillende abonnementsformules waren mogelijk zoals combinatie Morning & Royal Club, Royal & Night Club of het 24 uur abonnement. Dit laatste abonnement kostte in Vlaanderen iets meer dan 800 frank per maand (ongeveer 20 euro). De films vatten aan op de oneven uren. Tussen de films werden ‘coming soon’-trailers of film-gerelateerde showprogramma’s zoals ‘Eye on Hollywood’ geprogrammeerd.
De 3 clubs tezamen vormden een etmaal waardoor FilmNet dus 24 uur per dag uitzond. Dit was in de jaren 80 niet gebruikelijk voor televisiezenders en om dit te benadrukken kwam het getal 24 prominent voor in het FilmNet-logo.
FilmNet was ook een van de eerste zenders die een pan-Europese aanpak ter beschikking stelde. Doordat alle programma’s in originele versie uitgezonden werden, veelal voorzien van lokale ondertitels via de kabelmaatschappij, kon een abonnee via Teletekst opteren voor een van de andere beschikbare talen qua ondertiteling.

### Overname door NetHold
Begin jaren 90 besloot Esselte haar abonneetelevisie activiteiten af te stoten en werd FilmNet overgenomen door het Zuid-Afrikaanse M-Net/NetHold, dat eigendom is van Naspers.
Wat ook verdween was het onderscheiding van FilmNet in de drie clubs. Abonnees konden alleen nog een abonnement afsluiten op de volle 24 uur van FilmNet.

### FilmNet: The Complete Movie Channel
Omdat FilmNet steeds meer andere content behalve films ging uitzenden zoals sport en muziek, werd de zender omgedoopt naar FilmNet Plus. Om filmliefhebbers tegemoet te komen werd op de meeste kabelnetten een tweede FilmNet-zender gelanceerd, genaamd 'FilmNet: The Complete Movie Channel'. Deze zender zond uitsluitend films uit.
De films startten op de oneven uren op Filmnet Plus en op de even uren op FimNet: The Complete Movie Channel.
Later werden FilmNet Plus en FilmNet: The Complete Movie Channel weer omgedoopt naar FilmNet 1 en FilmNet 2.

### Overname door Canal+
In 1997 werd FilmNet overgenomen door de Franse abonneetelevisiezender Canal+. De verschillende FilmNet zenders in Europa werden gefaseerd omgedoopt naar Canal+ zenders. Griekenland was het enige land waar FilmNet haar naam destijds heeft behouden. In 2008 is ook in Griekenland de naam FilmNet verdwenen en is de zender hernoemd naar Nova Cinema.

## Codering en piraterij
De decoders -door Matsushita geproduceerd- werden SatBox decoders genoemd. Abonnees konden een keuze maken uit 2 verschillende uitvoeringen, de zogenaamde "standaard" decoder en de "luxe" decoder met een afstandsbediening die 5 gulden per maand duurder was in de huur. De originele software van de standaard decoder was ongeveer 3Kbytes groot en was waarschijnlijk in C geschreven. De luxe decoder gebruikte een HD6301Y0 microprocessor in een 64 DIP behuizing. Het analoge coderingssysteem dat FilmNet gebruikte in de jaren 80 was gebaseerd op variatie van video polariteit en onderdrukken van sync-pulsen; via FSK modulatie op 72 MHz werden via de kabel commando's doorgegeven aan de decoders. Indien niet de juiste communicatie was ontvangen gedurende een vooraf ingestelde tijd ging de decoder vanzelf op zwart.
FilmNet had veel last van piraterij. Er waren vele doe-het-zelf diagrammen beschikbaar waardoor relatief eenvoudig decoders gemaakt konden worden om FilmNet te bekijken zonder abonnement. FilmNet sloeg terug door waar mogelijk subtiele wijzigingen aan te brengen in de codering waardoor de illegale decoders veelal tijdelijk niet meer werkten.

### FilmNet eerste hack in 1985
Toen Filmnet in 1985 begon werd het bij de openingsavond al gehackt door een hacker uit Den Haag. Deze hacker had ontdekt dat in het audiosignaal sync-pulsen werden uitgezonden en door nu twee tv's te gebruiken waarvan een tv was ingesteld op het geluidskanaal en waarvan de hoogspanning liep naar de beeldbuis van de eerste tv was het mogelijk om de gehele uitzending te bekijken zonder probleem.

### FilmNet compleet gehackt in 1988
In 1988 zijn een tweetal hackers (een uit Nederland en een uit Vlaanderen) erin geslaagd om de software uit de kopieerbeveiligde ROM microprocessor (HD6301V1) van de standaard decoder te onttrekken. Na het onttrekken van deze software en het aanpassen hiervan was het mogelijk om naar een echte FilmNet-decoder commando's te sturen en deze te reactiveren. Ook was het mogelijk om bestaande decoders te voorzien van nieuwe software.

### Overname door NetHold: overgang naar CableCrypt
Met de overname door Nethold verdween ook het zwakke analoge SatPac coderingssysteem. Dit werd vervangen door CableCrypt. CableCrypt was afgeleid van het Delta coderingssysteem, dat eigendom was van NetHold en in de Zuid-Afrikaanse markt reeds toegepast werd voor codering van hun abonneetelevisie activiteiten. Later werd CableCrypt hernoemd naar ComCrypt. CableCrypt kende behalve codering van het beeld ook digitale codering van het geluid. De codering van het geluid is nooit commercieel gekraakt.

## FilmNet in Vlaanderen
In december 1985 kwam FilmNet in Vlaanderen op de kabel. Midden 1988 werden voldoende abonnees aangetrokken en was de activiteit in Vlaanderen rendabel. Een grote sprong voorwaarts kwam er toen FilmNet de rechtstreekse voetbaluitzendingen van de Belgische competitie van het Waalse Canal Plus in 1992 overnam. Vanaf augustus 1994 kwam daar ook buitenlands voetbal bij. Op 31 maart 1995 kende FilmNet 186.000 abonnees in Vlaanderen.

### Overname door Canal+
In 1997 werd Filmnet overgenomen door Canal+ en de uitzendingen gingen onder die naam door.

### Overname door Telenet
Op 15 november 2003 nam Telenet definitief Canal+ Vlaanderen over nadat het in 2002 de analoge kabeldiensten van 1,6 miljoen Vlaamse gezinnen had overgenomen.
Bijna twee jaar later, op 3 september 2005 werd PRIME gelanceerd als de opvolger van Canal+ bestaande uit zes film- en twee sportkanalen

### Naamsverandering naar Prime
PRIME werd op 3 september 2005 gelanceerd als de opvolger van Canal+ en bestond oorspronkelijk uit zes film- en twee sportkanalen. De zenders werden samen met de digitale en interactieve televisie van Telenet gelanceerd

### Integratie in Play en Play More
Play More werd door Telenet gelanceerd in 2014 en bestond origineel uit de zes filmkanalen van Prime. Op 13 december 2016 vernieuwde Telenet de zender met een nieuwe naam en logo. Op 1 januari 2019 werd, onder invloed van het enorme succes van het aanbod op aanvraag (VOD), het aantal Play zenders teruggebracht van 6 naar 4